# Rheydt
Rheydt är en stadsdel i staden Mönchengladbach i Nordrhein-Westfalen i Tyskland. Fram till 1929, samt mellan 1933 och 1975, var Rheydt en egen stad. De tyska nationalsocialisternas propagandaminister Joseph Goebbels föddes och växte upp här. Det var också Goebbels som ordnade så att Rheydt 1933 åter blev en egen stad. När Rheydt 1975 slogs ihop med Mönchengladbach, bevarade centralstationen sitt namn (Rheydt Hauptbahnhof). I Rheydt ligger Slottet Rheydt, ett av de bäst bevarade renässansslotten i världen.

## Kända personer från orten
- Johann Wilhelm Preyer
- Louise Preyer
- Hugo Junkers
- Hermann Hirsch
- Alexander Frenz
- Ernst Jakob Christoffel
- Clara Grunwald
- Werner Gilles
- Josef Arndgen, politiker
- Joseph Goebbels, politiker
- Peter Erkens, politiker
- Emil „Teddy“ Vorster
- Liesel Frenkel
- Heinz Sielmann
- Ruth Lommel
- Heinz Kremers, teolog
- Hermin Esser
- Karl Heinz Beckurts, kärnfysiker
- Alexander Arnz, regissör
- Uwe Erichsen
- Günter vom Dorp
- Nik Ebert
- Peter Riemer
- Axel Breitung, musikproducent
- Volker Pispers
- Jürgen Wieshoff, journalist
- Bernd Mey, arkitekt
- Ellen Lohr
- Svenja Pages
- Heinz-Harald Frentzen, Formel 1-förare
- Bernd Kardorff
- Axel Ockenfels
- Gregor Schneider, konstnär
- Ansgar Heveling, politiker
- Sonja Oberem
- Nick Heidfeld, Formel 1-förare
- Charlotte Roche
- Summer Cem
- Gerd Theißen

## Borgmästare 1808–1974
- 1808–1823: Dietrich Lenßen
- 1823–1857: Johann David Büschgens
- 1857–1877: Carl Theodorf von Velsen
- 1877–1893: Emil Pahlke
- 1893–1901: Dr. Wilhelm Strauß
- 1901–1905: Dr. Karl August Tettenborn
- 1906–1920: Paul Lehwald
- 1920–1929: Dr. Oskar Graemer
- 1929–1930: Franz Gielen
- 1930–1933: Dr. Johannes Handschumacher
- 1933: Wilhelm Pelzer
- 1934–1936: Edwin Renatus Robert August Hasenjaeger
- 1936–1940: Heinz Gebauer
- 1940–1945: Dr. Alexander Doemens
- 1945: August Brocher
- 1945–1948: Dr. Carl Marcus
- 1948–1950: Heinrich Pesch
- 1950–1956: Johannes Scheulen
- 1956–1961: Wilhelm Schiffer
- 1961–1963: Dr. Friedrich Hinnah
- 1963–1964: Fritz Rahmen
- 1964–1969: Wilhelm Schiffer
- 1969–1974: Fritz Rahmen